# Musique maorie
 (décembre 2021).
Si vous disposez d'ouvrages ou d'articles de référence ou si vous connaissez des sites web de qualité traitant du thème abordé ici, merci de compléter l'article en donnant les références utiles à sa vérifiabilité et en les liant à la section « Notes et références ».
La musique maorie est pratiquée par le peuple polynésien des Maoris de Nouvelle-Zélande. Installés dans l'île depuis le XIe siècle, ils ont développé une culture qui se différencie des Maoris des îles Cook et des autres musiques polynésiennes.
Elle est essentiellement vocale ou percussive (pour la danse). Toutefois elle a subi plus que les autres, l'influence occidentale, d'une part dans une tentative de préservation et d'autre part dans une forme d'adaptation.

## Musique traditionnelle

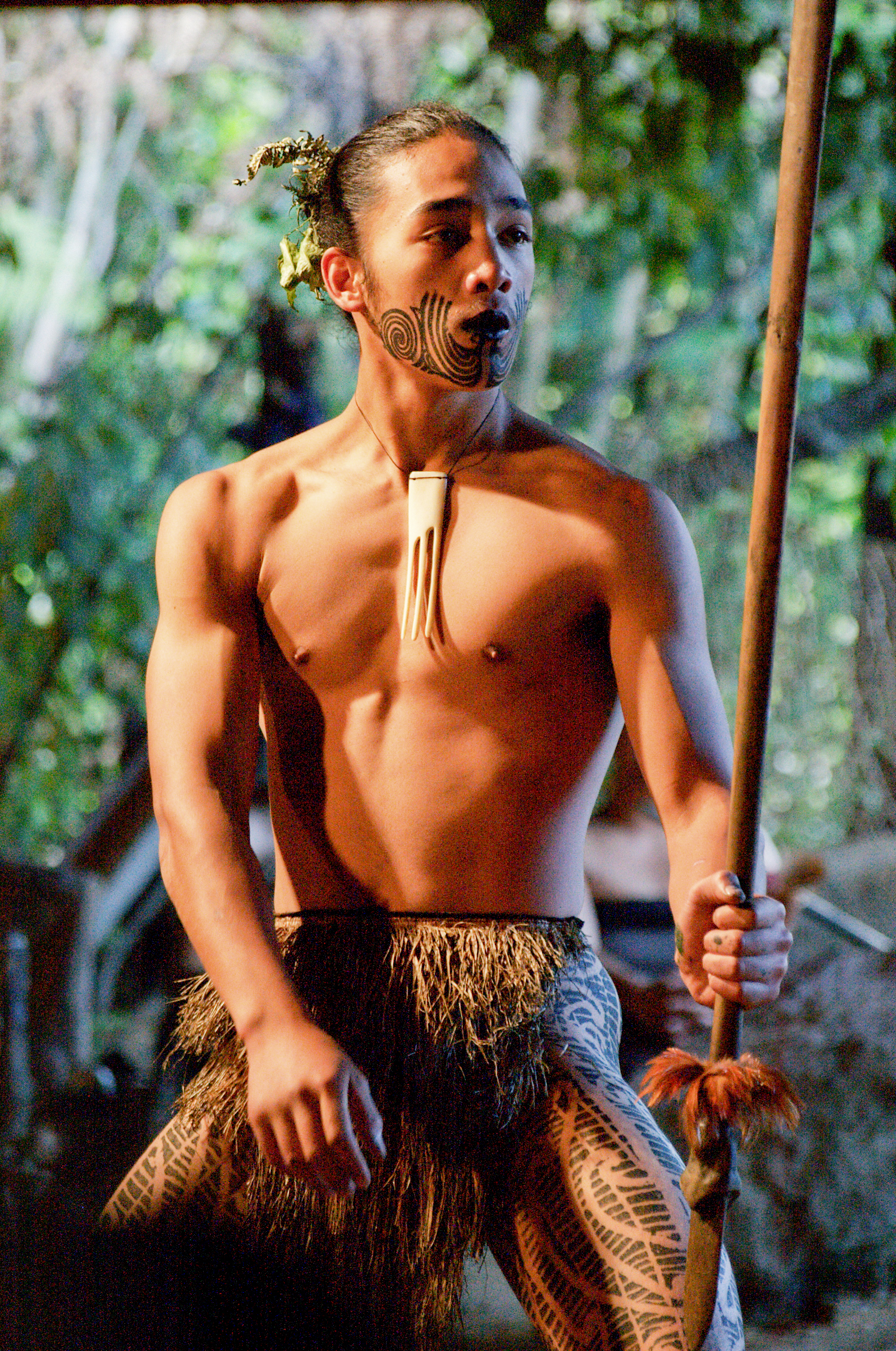
Danseur de haka

Les chants pré-chrétiens waiata étaient exécutés en solo, à l'unisson ou à l'octave. Parmi les deux genres principaux, on trouvait des chants nga moteatea, au registre restreint, accompagnés à la flûte koauau :
- des berceuses (oriori) ;
- des lamentations (waiata tangi) ;
- des chants de courtoisie (waiata aroha) ;
- de travail (tuki waka, whakârâra pa) ;
- des danses (poi) accompagnées par des rhombes ou des pois ;
- des improvisations (pao) en chœur.

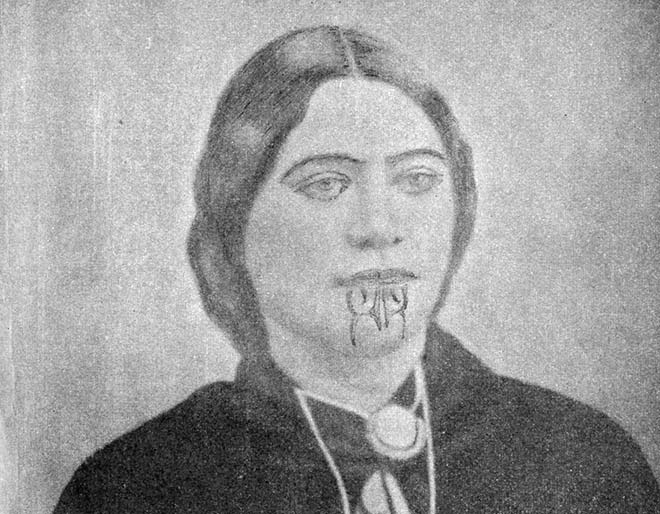
Rihi Puhiwahine, compositrice de waiata aroha au XIXe siècle.

On trouve aussi un autre genre, les récitatifs :
- powhiri, chant de bienvenue ;
- haka, chant de défi et de guerre des hommes dansé sans armes (haka taparahi) ou avec (haka Peruperu) ;
- ngeri, chant de guérison et d'exorcisme ;
- karakia, chants d'incantations lors de rituels sacrés notamment, avec rhombe ou des ""pois ;
- pâtere, chants de réponse des femmes ;
- kaioraora, chants de dérision.

Bien que le Capitaine Cook rapporte que les Maoris chantent en demi-tons, on pense aujourd'hui qu'ils avaient plutôt un système microtonal avec une division complexe de l'octave. Il était en outre important qu'un chant ne soit pas interrompu, surtout en chœur.
Les missionnaires ont harmonisé cette musique en élargissant peu à peu le registre et on peut dater les chants selon leur amplitude tonale. Les premières collectes furent réalisées par Mervyn McLean dans Traditional Songs of the Maori et Sir Apirana Ngata Ngā Mōteatea.
Celui-ci a été pour une grande part responsable de la préservation de cette musique au début du XXe siècle en créant les action song (waiata-a-ringa litt. « chanson de mains ou bras ») sorte de gymnastique ou danse chantée ayant un sens. Avec Tuini Ngawai il a établi un type de cérémonial musical joué par un groupe kapa haka avec : introduction waiata tira ou whakaeke, poi, haka (danse de guerre), jeu de bâton (titi torea), hymne (pou ou moteatea), action song et final (whakawatea). Ces musiques se sont vu adjoindre des instruments tels le piano, le violon ou la guitare, dénaturant les traditions indigènes.

## Instruments de musique traditionnels
Vents :
- Karanga
- Kōauau
- Kôrorohû
- Nguru
- Pôrutu
- Pûkâea
- Pû moana
- Pumotomoto
- Pûrorohû
- Putara ou pumoana
- Pûtâtara
- Pûtôrino
- Rehu
- Têtere
- Whio

Cordes (non-traditionnelles) :
- guitare
- Kû
- ukulélé

Percussions :
- Hue puruhau
- Hue puruwai
- Kôrorohû
- Paakuru
- Pahu
- Pûrerehua ou pûrorohû
- Poi pû ou poiawhiowhio
- Porotiti
- Rôria
- Tokere

## Musique actuelle
De nombreuses chansons en maori ont été composées à partir de mélodies européennes pour encourager un renouveau culturel chez les Maoris dès les années 1930. Ce phénomène continue aujourd'hui avec l'intégration de styles modernes (jazz, swing et rock 'n' roll). Depuis les années 1980, Hirini Melbourne tente de renouer avec les traditions originelles alors que le groupe Herbs a créé un reggae maori.
En 1983 sort le tube Poi E du groupe Patea Māori Club. Ce premier tube pop maori devient un véritable hymne générationnel, chez les pakehas comme chez les maoris et participe au renforcement du sentiment de fierté et de cohésion de la nation maorie.

### Catégorie
- Groupes néozélandais de musique heavy metal (en)